# Michael Beck
John Michael Beck Taylor, lepiej znany jako Michael Beck (ur. 4 lutego 1949 w Memphis) – amerykański aktor teatralny, telewizyjny i filmowy.

## Życiorys

### Wczesne lata
Przyszedł na świat w Memphis w Tennessee jako trzeci z dziewięciorga dzieci. Wychowywał się z czterema braćmi i czterema siostrami na 2000-hektarowej farmie jego rodziny w Horseshoe Lake, w stanie Arkansas. Uczęszczał do Millsaps College w Jackson, w stanie Missisipi, gdzie otrzymał stypendium piłkarskie. Był członkiem braterstwa Kappa Alpha Order. Po ukończeniu studiów, uzyskał licencjat z ekonomii. Uczył się aktorstwa w londyńskiej Central School of Speech and Drama.

### Kariera
Wystąpił na scenie m.in. w spektaklach: Romeo i Julia Williama Szekspira jako Tybalt, Camelot jako król Artur, Kotka na gorącym, blaszanym dachu (Cat on a Hot Tin Roof) Tennessee Williamsa i Słodki ptak młodości (Sweet Bird of Youth, Londyn, 1985) Tennessee Williamsa z Lauren Bacall. Stał się powszechnie znany dzięki roli Swana w filmie akcji Wojownicy (The Warriors, 1979). Kandydował do roli Sir Lancelota w filmie fantasy Johna Boormana Excalibur (1980), jednak ostatecznie postać tę zagrał Nicholas Clay.
Kolejne kreacje – Sonny'ego Malone’a w musicalu fantasy Xanadu (1980) z udziałem Olivii Newton-John i Gene'a Kelly’ego oraz jako komandor-porucznik Dallas Megaforce (1982) przyniosły mu nominację do antynagrody Złotej Maliny dla najgorszego aktora. W dreszczowcu telewizyjnym CBS Wesa Cravena Morderczy chłód (Chiller, 1985) zagrał postać kriogenicznego zimnego socjopaty.

## Życie prywatne
W 1980 poślubił autorkę tekstów piosenek Cari. Mają syna Jessego i córkę Ashley.

## Filmografia

### Filmy fabularne
- 1971: The Hard Ride jako Bandyta na autostradzie
- 1978: Szaleniec (Madman)
- 1979: Wojownicy (The Warriors) jako Swan
- 1980: Xanadu jako Sonny Malone
- 1982: Warlords of the 21st Century jako Hunter
- 1982: Megaforce jako Dallas
- 1982: Zwycięstwo człowieka zwanego Koniem (Triumphs of a Man Called Horse) jako Koda
- 1983: Złota foka (The Golden Seal) jako Crawford
- 1996: Leśny wojownik (Forest Warrior) jako Arlen Slaighter
- 1998: Księga dżungli – zaginiony diament (Jungle Book: Lost Treasure) jako Profesor Donovan

### Filmy TV
- 1979: Pielgrzymi z Mayflower (Mayflower: The Pilgrims' Adventure) jako John Alden
- 1980: Alcatraz i Clarence Carnes (Alcatraz: The Whole Shocking Story) jako Clarence Carnes
- 1981: Fly Away Home jako Mark
- 1983: Ostatni Ninja (The Last Ninja) jako Ken Sakura
- 1984: Rearview Mirror jako Jerry Sam Hopps
- 1984: Ulice (The Streets) jako sierżant Danny Wreade
- 1985: Blackout jako Mike Patterson
- 1985: Morderczy chłód (Chiller) jako Miles Creighton
- 1986: Sam Houston: Legenda Teksasu (Houston: The Legend of Texas) jako Jim Bowie
- 1990: Cacciatori di navi jako Paul Haskel
- 1991: Śmiertelny wyścig (Stranger at My Door) jako Jimmy Lee Dancey
- 1991: Śmiertelna gra (Deadly Game) jako Peterson
- 1991: The Reckoning jako Delaney
- 1993: Podglądacz (Fade to black) jako Braith

### Seriale TV
- 1978: Holocaust jako Hans Helms
- 1977: Ryan’s Hope jako pracownik szpitala
- 1984: Celebrity jako T.J. Luther
- 1987-88: Rycerze Hiuston (Houston Knights) jako sierżant Levon Lundy
- 1989: Diagnoza morderstwo (Diagnosis Murder) jako Danny Schubert
- 1990: Diagnoza morderstwo (Diagnosis Murder) jako Justin Fields
- 1993: W gorączce nocy (In the Heat of the Night) jako Sonny Roper
- 1993: Diagnoza morderstwo (Diagnosis Murder) jako Brian Bentall
- 1994: Łobuzy Robina (Robin's Hoods) jako Detektyw Stephen DeCosta
- 1994: Babilon 5 (Babylon 5) jako Abel Horn
- 1995: McKenna jako Alex
- 1996: Strażnik Teksasu (Walker, Texas Ranger) jako Adam McGuire
- 1998: Born Free jako Luke
- 1998: Strażnik Teksasu (Walker, Texas Ranger) jako Adam McGuire
- 1999: Krucjata (Crusade) jako Pan Jones
- 2001: Nash Bridges jako dorosły Bobby Bridges
- 2004: JAG – Wojskowe Biuro Śledcze (JAG) jako senator Carter Innes